# Corrientes
Corrientes là một thành phố nằm trong tỉnh Corrientes của Argentina. Thành phố Corrientes có diện tích km², dân số theo ước tính năm 2009 là 345.000 người. Đây là thành phố lớn thứ 13 tại Argentina.

## Khí hậu
| Dữ liệu khí hậu của Corrientes (1961–1990)            | Dữ liệu khí hậu của Corrientes (1961–1990) | Dữ liệu khí hậu của Corrientes (1961–1990) | Dữ liệu khí hậu của Corrientes (1961–1990) | Dữ liệu khí hậu của Corrientes (1961–1990) | Dữ liệu khí hậu của Corrientes (1961–1990) | Dữ liệu khí hậu của Corrientes (1961–1990) | Dữ liệu khí hậu của Corrientes (1961–1990) | Dữ liệu khí hậu của Corrientes (1961–1990) | Dữ liệu khí hậu của Corrientes (1961–1990) | Dữ liệu khí hậu của Corrientes (1961–1990) | Dữ liệu khí hậu của Corrientes (1961–1990) | Dữ liệu khí hậu của Corrientes (1961–1990) | Dữ liệu khí hậu của Corrientes (1961–1990) |
| Tháng                                                 | 1                                          | 2                                          | 3                                          | 4                                          | 5                                          | 6                                          | 7                                          | 8                                          | 9                                          | 10                                         | 11                                         | 12                                         | Năm                                        |
| ----------------------------------------------------- | ------------------------------------------ | ------------------------------------------ | ------------------------------------------ | ------------------------------------------ | ------------------------------------------ | ------------------------------------------ | ------------------------------------------ | ------------------------------------------ | ------------------------------------------ | ------------------------------------------ | ------------------------------------------ | ------------------------------------------ | ------------------------------------------ |
| Cao kỉ lục °C (°F)                                    | 40.9 (105.6)                               | 40.4 (104.7)                               | 38.0 (100.4)                               | 36.5 (97.7)                                | 32.7 (90.9)                                | 31.5 (88.7)                                | 32.3 (90.1)                                | 34.9 (94.8)                                | 38.2 (100.8)                               | 41.0 (105.8)                               | 42.4 (108.3)                               | 41.1 (106.0)                               | 42.4 (108.3)                               |
| Trung bình ngày tối đa °C (°F)                        | 33.0 (91.4)                                | 31.9 (89.4)                                | 30.1 (86.2)                                | 26.6 (79.9)                                | 23.9 (75.0)                                | 20.9 (69.6)                                | 21.6 (70.9)                                | 22.6 (72.7)                                | 24.5 (76.1)                                | 27.6 (81.7)                                | 29.6 (85.3)                                | 32.1 (89.8)                                | 27.0 (80.6)                                |
| Trung bình ngày °C (°F)                               | 26.8 (80.2)                                | 25.9 (78.6)                                | 24.3 (75.7)                                | 21.0 (69.8)                                | 18.3 (64.9)                                | 15.5 (59.9)                                | 15.6 (60.1)                                | 16.5 (61.7)                                | 18.4 (65.1)                                | 21.4 (70.5)                                | 23.6 (74.5)                                | 25.9 (78.6)                                | 21.1 (70.0)                                |
| Tối thiểu trung bình ngày °C (°F)                     | 21.0 (69.8)                                | 20.6 (69.1)                                | 19.2 (66.6)                                | 16.2 (61.2)                                | 13.5 (56.3)                                | 10.8 (51.4)                                | 10.7 (51.3)                                | 11.1 (52.0)                                | 12.6 (54.7)                                | 15.4 (59.7)                                | 17.8 (64.0)                                | 19.7 (67.5)                                | 15.7 (60.3)                                |
| Thấp kỉ lục °C (°F)                                   | 12.4 (54.3)                                | 11.0 (51.8)                                | 7.6 (45.7)                                 | 4.6 (40.3)                                 | 0.4 (32.7)                                 | −2.8 (27.0)                                | −2.0 (28.4)                                | 0.0 (32.0)                                 | 0.5 (32.9)                                 | 3.2 (37.8)                                 | 8.3 (46.9)                                 | 8.3 (46.9)                                 | −2.8 (27.0)                                |
| Lượng Giáng thủy trung bình mm (inches)               | 176.4 (6.94)                               | 147.1 (5.79)                               | 163.6 (6.44)                               | 174.2 (6.86)                               | 98.0 (3.86)                                | 62.0 (2.44)                                | 50.1 (1.97)                                | 56.5 (2.22)                                | 74.8 (2.94)                                | 120.7 (4.75)                               | 145.5 (5.73)                               | 121.2 (4.77)                               | 1.390,1 (54.73)                            |
| Số ngày giáng thủy trung bình (≥ 0.1 mm)              | 9                                          | 9                                          | 9                                          | 9                                          | 7                                          | 7                                          | 7                                          | 7                                          | 7                                          | 9                                          | 9                                          | 8                                          | 97                                         |
| Độ ẩm tương đối trung bình (%)                        | 70                                         | 74                                         | 77                                         | 79                                         | 80                                         | 80                                         | 78                                         | 74                                         | 72                                         | 70                                         | 70                                         | 68                                         | 74                                         |
| Số giờ nắng trung bình tháng                          | 279.0                                      | 243.6                                      | 232.5                                      | 204.0                                      | 201.5                                      | 171.0                                      | 186.0                                      | 192.2                                      | 195.0                                      | 244.9                                      | 261.0                                      | 291.4                                      | 2.702,1                                    |
| Phần trăm nắng có thể                                 | 66                                         | 67                                         | 61                                         | 59                                         | 60                                         | 54                                         | 57                                         | 55                                         | 54                                         | 62                                         | 65                                         | 67                                         | 61                                         |
| Nguồn 1: NOAA                                         |                                            |                                            |                                            |                                            |                                            |                                            |                                            |                                            |                                            |                                            |                                            |                                            |                                            |
| Nguồn 2: Servicio Meteorológico Nacional (ngày giáng) |                                            |                                            |                                            |                                            |                                            |                                            |                                            |                                            |                                            |                                            |                                            |                                            |                                            |

## Giáo dục
- Đại học Quốc gia Đông Bắc
- Đại học Cuenca del Plata

## Thể thao
Các đội bóng đá chính của thành phố là: Huracán Corrientes, Boca Unidos và Deportivo Mandiyú.

## Thành phố kết nghĩa
- Encarnación, Paraguay[3]
- Estepa, Tây Ban Nha[4]